# Федоренко Павло Костянтинович
Павло́ Костянти́нович Федоре́нко (30 жовтня 1880, Ямпіль — 5 лютого 1962) — український історик, археограф і архівіст.
Співробітник Полтавської Губернської Архівної Комісії, у 1920–30-х pp. науковий співробітник Історичної Секції ВУАН і керівник Чернігівського історичного архіву. Дослідник економічної історії Гетьманщини 17–18 ст.
Жертва сталінського терору.

## Життєпис
Народився 30 жовтня 1880 у містечку Ямполі Глухівського повіту Чернігівської губернії (нині райцентр Сумської області). Батько його хоча й належав до міщанського стану, усе життя займався рільництвом, але велика родина, у якій було семеро дітей, ледве зводила кінці з кінцями. Середню освіту Павло здобув у нижчій сільськогосподарській школі на хуторі Воздвиженському поблизу Ямполя, яку заснував у власному маєтку громадський діяч, філософ, педагог і письменник М. Неплюєв.
Після її закінчення П. Федоренко витримав іспит на звання вчителя початкової школи і протягом 1900—1908 рр. працював у селах Волині. Саме у той час у молодого вчителя прокинувся інтерес до історичного минулого. Першою пробою пера П. Федоренка-історика стало дослідження «Могильник с. Городка Ровенского уезда Волынской губернии», що побачило світ на сторінках «Трудов Общества исследователей Волыни». Невдовзі він екстерном склав екзамени за курс чоловічої гімназії в Острозі й вступив на юридичний факультет Київського університету, а потім таки перевівся на історичний факультет.
У студентські роки П. Федоренко розпочав серйозні наукові дослідження з історії Лівобережної України другої половини XVII—XVIII ст., брав участь у роботі історико-етнографічного гуртка, яким керував професор М. Довнар-Запольський. 1915 р. у «Трудах Полтавской архивной комиссии» було опубліковано велику працю П. Федоренка «Воронковская сотня Переяславского полка по Румянцевской описи 1765—1769 гг.». Вона засвідчила неабияку працездатність і дослідницький хист історика, який сформувався у річищі так званої лівобережної школи в українській історіографії.
Цього ж таки 1915 р. П. Федоренко закінчив університет, відслужив рік писарем у запасному батальйоні і восени 1916 р. почав викладати вітчизняну історію у щойно створеному Чернігівському учительському інституті. Повалення самодержавства зумовило піднесення національно-визвольного руху, розкріпачило громадську ініціативу. Не залишився осторонь бурхливих подій і П. Федоренко. Разом з відомими громадськими діячами і краєзнавцями П. Дорошенком і А. Верзиловим він брав участь у заснуванні Чернігівського народного університету. Цей важливий культурно-освітній осередок діяв на громадських засадах до 1921 р. і залишив помітний слід у житті Чернігова.
Після російсько-більшовицької окупації України П. Федоренко продовжував викладацьку діяльність у Чернігівському учительському інституті, очолював деканат, завідував кафедрою історії, за сумісництвом працював у архівних установах міста. Перу П. Федоренка належали стислий, але ґрунтовний огляд зібрання архіву, а також низка публікацій з теоретичних і прикладних проблем архівознавства. Значну роботу він проводив і у чернігівському науковому товаристві, яке відіграло важливу роль у розгортанні історико-краєзнавчого руху в регіоні. Засноване 1920 р. як філія київського Українського наукового товариства, воно з 1925 р. діяло під егідою Всеукраїнської Академії наук. П. Федоренко очолював історико-філологічну (згодом історико-краєзнавчу) секцію, члени якої брали участь у археологічних розкопках, етнографічних дослідженнях, студіювали історію краю. П. Федоренко входив до ініціативної групи, яка заснувала у 1924 р. Чернігівський інститут краєзнавства, що мав координувати краєзнавчі дослідження в регіоні.
Разом з тим П. Федоренко наполегливо досліджував історію Лівобережної України – Гетьманщини другої половини XVII—XVIII ст. Йому належить пріоритет у вивченні металургійної промисловості тієї доби — так званої «рудницької справи», зосередженої в межах Чернігово-Сіверщини. Одним з перших він приступив до вивчення монастирського господарства, яке посідало неабияке місце в економічних структурах старої України. Приваблювала П. Федоренка і богата історико-культурна спадщина краю. Він оприлюднив цікаві документи про відомі архітектурні пам'ятки міста — Спасівькій собор та будинок І. Мазепи.
Чимало зусиль доклав учений для вивчення регіональної історіографії. Цій проблемі він присвятив студію «О. М. Лазаревський і культурні цінності Чернігівщини», а також «Нариси з історії вивчення Чернігівщини». У 1931 р. АН України видала за редакцією П. Федоренка «Опис Новгород-Сіверського намісництва 1781 р.». Носій старих дослідницьких традицій, підвалини яких були закладені ще О. Лазаревським, В. Модзалевським, діячами Чернігівської архівної комісії, П. Федоренко не тільки уособлював живий зв'язок, спадкоємність поколінь місцевих істориків, але й брав безпосередню участь у підготовці наукової зміни.

## Сталінське переслідування
Однак доля готувала вченому важкі випробування. На країну насувалася кривава хмара сталінських репресій. Навесні 1929 р. розпочалися арешти представників наукової та творчої інтелігенції, звинувачених у належності до міфічної «Спілки визволення України». 21 жовтня 1930 р. було заарештовано і П. Федоренка, але через відсутність доказів «контрреволюційної діяльності» через місяць його було звільнено з-під варти. Викладання у вузі довелося «за власним бажанням» залишити і зосередитись на роботі в архіві та Чернігівському науковому товаристві, яке, у свою чергу, вмирало на очах, знекровлене комуністичними репресіями.
20 серпня 1934 р. П. Федоренка заарештували вдруге, проте у жовтні знову звільнили, оскільки звинувачення виглядало вкрай непереконливо. До архіву він усе ж таки вже не повернувся і змушений був заробляти собі на прожиття на канцелярській посаді у міськвиконкомі. Нарешті, 14 жовтня 1938 р. – третій арешт. Цього разу слідство тривало цілий рік. Згідно з вироком горезвісної Особливої наради при НКВД у Москві П. Федоренка поміщено у концтабори ГУЛАГ на п'ять років (північ Казахстану). Повернутися на Україну він спромігся тільки після закінчення війни, у вересні 1945 р.
Деякий час П. Федоренко викладав математику у Конотопському вчительському інституті, а потім перебрався до Києва і влаштувався на посаду старшого наукового співробітника історико-культурного заповідника «Києво-Печерська лавра». Тут він нарешті дістав змогу поновити наукові дослідження. Згодом, протягом 1948—1954 рр., П. Федоренко мешкав у Корсуні і працював завідувачем відділу і заступником директора тамтешнього музею.
За хрущовської «відлиги» старий історик оскаржив винесений йому у 1938 р. вирок і, на щастя, дочекався його скасування. Президія Чернігівського обласного суду 16 травня 1959 р. ухвалила рішення про цілковиту реабілітацію П. Федоренка. Останні роки його життя пройшли у Києві. До свого 80-річчя вчений одержав найкращий подарунок — власну книгу «Рудни Левобережной Украины в XVII—XVIII вв.», що була опублікована московським видавництвом АН СРСР 1960 р.
5 лютого 1962 р. П. Федоренко помер. «Український історичний журнал» вшанував пам'ять вченого невеличким некрологом, однак можливість сказати усю правду про його трагічну долю з'явилась тільки після проголошення Україною незалежності. Науковий доробок П. Федоренка, його плідна педагогічна діяльність заслуговують на ретельне вивчення і перевидання.

## Творчий доробок
- 1. ВОРОНКОВСКАЯ сотня Переяславского полка по Румянцевской описи 1765—1769 гг. //Тр. Полтав. губ. арх. комиссии. — Полтава, 1915. — Вып. 12. — С. 79-227.
- 2. МОГИЛЬНИК с. Городка Ровенского уезда Волынской губернии //Труды Общества исследователей Волыни. - К., 1915. - Т. 13.- Вып. 1. – С. 1-11.
- 3. КУЛЬТУРНО-просветительная работа и организованное учительство //Черниг. край. – 1917. – 24 окт.
- 4. ЧЕРНИГОВСКИЙ народный университет //Черниг.край. — 1917. — 3 нояб., 8 нояб., 15 нояб.
- 5. ПАМ'ЯТІ видатного історика України О. М. Лазаревського //Червоний стяг (Чернігів). — 1927. — 10 трав.
- 6. О. М. ЛАЗАРЕВСЬКИЙ та культурні цінності Чернігівщини //Укр. археогр. зб.– К.,1927. – Т. 2. – С.ХХІІ-L.
- 7. З ІСТОРІЇ монастирського господарства на Лівобережжі XVII—XVIII ст. //Зап. Істор.-філолог. відділу ВУАН. — К., 1927. — Кн. 11. — С. 103-170. Рец.: Шамрай С. //Україна. - 1929. - Кн.35 (лип.- серп.).- С. 133-136.
- 8. ЧЕРНІГІВСЬКИЙ краєвий історичний архів та його фонди //Арх. справа.– 1928. — № 7. — С.22-36.
- 9. ЗАВДАННЯ вивчення монастирського господарства //Студії з історії України Науково-дослідної кафедри історії України в Києві. — К., 1928. — Т.2. — С.1-35. Рец.: Шамрай С. //Україна. – 1929. – Кн. 35 (лип.-серп.). – С.133-136.
- 10. ДО ІСТОРІЇ монастирських архівів //Арх. справа.– 1929. — Кн. 9-10. — С.102-104.
- 11. З СПІРНИХ питань економіки України //Україна.– 1929. — Кн. 35 (лип.-серп.). — С.9-33.
- 12. ТРУПА М. Л. Кропивницького у Чернігові в 1883 р. //Україна. — 1929. — Кн. 36 (верес.). — С.95-97.
- 13. ЧЕРНИГОВСКОЕ отделение Государственного дворянского земельного банка //Арх. справа. — 1930. — № 1(12). — С.65-67. Зміст: Загальні відомості про фонд. Характеристика основних функцій установи. Характеристика фонду за його змістом. Характеристика описів та збереженість фонду.
- 14. ГРАБІЖ у побуті і праві Гетьманщини //Студії з історії України Науково-дослідної кафедри історії України в Києві. — К., 1930. — Т. 3. — С.1-60.
- 15. З ІСТОРІЇ старого Чернігова //Україна. — 1930. — Кн. 43 (верес.). — С.27-47.
- 16. ОПИС Новгород-Сіверського намісництва 1779—1781 рр. /Передм. і ред. П.Федоренка. — К.: Вид-во ВУАН, 1931. — 592 с.
- 17. НАРИСИ з історії вивчення Чернігівщини //Записки Чернігівського наукового товариства. — Чернігів, 1931. — Т. 1. — С.5-38.
- 18. МАТЕРІАЛИ до історії вивчення Чернігівської аномалії //Записки Чернігівського наукового товариства. — Чернігів, 1931. — Т. 1. — С.39-41.
- 19. КОРИСНІ копалини Чернігівщини //Арх. Рад. України. — 1932. — № 1-2. — С.152-163.
- 20. СИСТЕМУ організації архівно-технологічного процесу до вимог соцбудівництва //Арх. Рад. України. — 1932. — № 6. — С.107-118.
- 21. УСЫПАЛЬНИЦА Юрия Долгорукого –М; Л.: Изд-во АН СССР, 1948. — 34 с. Співавт.: Д. Ф. Красицький.
- 22. ТЕХНИКА древней Руси //Новый мир. — 1954. — № 3. — С.281 — 283. Рец. на кн. Колчина Б. А. «Черная металлургия и металлообработка в древней Руси (домонгольский период)» (М., 1953).
- 23. РУДНИ XVI—XIX вв. на территории СССР //Истор. зап. — М., 1956. — Вып.57.– С.210-231.
- 24. ДОКУМЕНТЫ по истории металлургии Левобережной Украины в XVII—XVIII вв. /Вступ. ст., подгот. текста и словарь непонятных сл. П. К. Федоренко //Материалы по истории СССР. — М., 1957. — Т.5. — С.115-203.
- 25. РУДНИ Левобережной Украины в XVII—XVIII вв. — М.: Изд-во АН СССР, 1960. — 264 с.: ил.
- 26. АРХІВИ Чернігівського шляхетства //Студії з архівної справи та документознавства.- К., 1996.- Т.1.- С.133-140.
- 27. ДЕКАБРИСТИ на Чернігівщині після амністії // Сіверян. літопис. — 1997.- № 5. — С. 121—132.
- 28. АРХІВ Милорадовичів //Студії з архівної справи та документознавства.- К., 1998.- Т.3.- С.151-154.
- 29. СРІБНІ нитки /Передм., упоряд., комент. В. В. Ткаченко, Л. С.Федоренко, І. О. Гордєєва; відп. ред. В. Ф. Верстюк. — К., 2001. — 140 с. — (НАН України. Ін-т укр. археогр. та джерелозн. ім. М. С. Грушевського).

Повість рос. мовою.

### Неопубліковані праці[1]
- 30. СКЛЯНА промисловість на Чернігівщині. 1934.
- 31. ІКОНИ Києво-Печерської Лаври. 1945—1948.
- 32. Б. ХМЕЛЬНИЦЬКИЙ в Корсуні. Поч. 50-х рр. XX ст.
- 33. ТОПОГРАФИЯ Корсунской битвы (1648). Нач. 50-х гг. XX ст.